# Neyslutrans
Neyslutrans è il primo album in studio del gruppo musicale islandese Hatari, pubblicato il 17 gennaio 2020 dalla Svikamylla ehf.

## Descrizione
L'album si compone di tredici tracce, di cui alcune realizzate con la partecipazione di alcuni artisti ospiti, come il violinista Pétur Björnsson, il rapper Svarti Laxness, il cantante palestinese Bashar Murad (nel secondo singolo Klefi/Samed) e il gruppo Cyber. In esso figura anche il brano Hatrið mun sigra, con il quale gli Hatari hanno vinto il Söngvakeppnin 2019 e hanno rappresentato l'Islanda all'Eurovision Song Contest nello stesso anno, classificandosi decimi.
Secondo quanto spiegato dal cantante Matthías Tryggvi Haraldsson, Neyslutrans rappresenta «un lamento per la civiltà occidentale, se non per il mondo, che è solo appropriato. Potrebbe essere l'ultimo album pubblicato dagli umani. L'ultima metà dell'album è orchestrato con questo in mente». Tale concetto è stato ribadito anche dall'altro cantante Klemens Nikulásson Hannigan, che ha sito l'album «una sorta di inno o memoriale del ventunesimo secolo, un album d'addio per la Terra o, piuttosto, per l'umanità. La Terra andrà benissimo senza di noi».

## Promozione
In anticipazione all'uscita di Neyslutrans gli Hatari hanno reso disponibili tre singoli, pubblicati per il solo download digitale. Il primo di essi è stato Spillingardans, seconda traccia del disco, il cui video è stato presentato il 21 dicembre 2018. Durante il 2019 sono stati pubblicati Klefi/Samed e Klámstrákur, anch'essi accompagnati dai relativi video musicali.
Il 26 gennaio 2020 è partita a Oslo la tournée Europe Will Crumble, che ha visto gli Hatari esibirsi in varie località europee supportate dal duo hip hop Cyber; il gruppo si sarebbe dovuto esibire anche a Copenaghen il 29 gennaio, ma a causa di un incendio scoppiato nel locale il loro concerto è stato cancellato. Il 27 gennaio è stato inoltre presentato il videoclip per il brano d'apertura Engin miskunn.

## Tracce
Testi di Klemens Nikulásson Hannigan e Matthías Tryggvi Haraldsson, musiche di Klemens Nikulásson Hannigan.
1. Engin miskunn – 3:53
2. Spillingardans – 3:43
3. Klámstrákur – 3:36
4. Klefi/Samed (صامد) (con Bashar Murad) – 3:53 (testo: Klemens Nikulásson Hannigan, Matthías Tryggvi Haraldsson, Bashar Murad)
5. Þræll – 3:02
6. Hlauptu (with Cyber) – 3:33 (testo: Klemens Nikulásson Hannigan, Matthías Tryggvi Haraldsson, Salka Valsdóttir, Jóhanna Rakel)
7. Hatrið mun sigra – 3:07
8. Spectavisti me mori, op. 8 – 2:51
9. 14 ár – 3:05
10. Ógleði – 5:15
11. Helvíti (con Svarti Laxness) – 3:47 (testo: Klemens Nikulásson Hannigan, Matthías Tryggvi Haraldsson, Davíð Þór Katrínarson)
12. Nunquam iterum, op. 12 – 4:05
13. Niðurlút (con GDRN) – 3:53 (testo: Klemens Nikulásson Hannigan, Matthías Tryggvi Haraldsson, Guðrún Yr Eyfjörð Jóhannesdóttir)

## Formazione
Gruppo
- Einar Hrafn Stefánsson – percussioni, programmazione, sintetizzatore
- Klemens Nikulásson Hannigan – programmazione, sintetizzatore, voce
- Matthías Tryggvi Haraldsson – voce

Altri musicisti
- Bashar Murad – voce (traccia 4)
- Salka Valsdóttir – voce (traccia 6)
- Jóhanna Rakel – voce (traccia 6)
- Pétur Björnsson – violino (tracce 8 e 10)
- Davíð Þór Katrínarson – voce (traccia 11)
- The Choir of Iua – voce (traccia 12)
- Friðrik Margrétar – arrangiamento e direzione coro (traccia 12)
- Guðrún Yr Eyfjörð Jóhannesdóttir – voce (traccia 13)

Produzione
- Einar Hrafn Stefánsson – produzione, missaggio, ingegneria del suono
- Klemens Nikulásson Hannigan – produzione
- Friðfinnur "Oculus" Sigurðsson – mastering
- Francesco Fabris – ingegneria del suono (traccia 12)

## Classifiche
| Classifica (2020) | Posizione massima |
| ----------------- | ----------------- |
| Islanda           | 16                |